# الخبر (صحيفة)
جريدة الخبر هي جريدة يومية جزائرية شاملة باللغة العربية. صدر أول عدد لها عام 1990.وهي تنتمي إلى شركة ذات أسهم الخبر. توظف المجموعة 215 شخصًا بينهم 75 صحافيًا.
في عام 2011، وفقًا لمكتب الصحافة والعدالة، أنتجت الخبر 470.000 نسخة يوميًا.
أطلقت قناة الخبر (KBC) التابعة للجريدة سنة 2014 والتي أعلنت عن افلاس القناة في جوان 2017 مع استمرار البث إلى غاية إعادة اطلاق الخبر news.

## بطاقة تقنية
- الخبر شركة ذات أسهم برأس مال 276.600.608.00 دج. توظف مؤسسة الخبر 215 شخصا منهم 72 صحفيا دائما و 03 مصورين وكاريكاتوريين. تملك الخبر 48 مكتبا عبر التراب الوطني و 07 مكاتب في بلدان عربية وأجنبية، وحوالي مائة مراسل متعاون عبر الوطن.

كما تملك الخبر مكتبين جهويين أحدهما قي شرق البلاد بولاية قسنطينة والثاني في غرب البلاد بولاية وهران، بالإضافة إلى مكاتب ولائية عبر كامل التراب الوطني.
انتقلت إلى مقرها الجديد بحيدرة عام 2008 حيث كانت في السابق تتخذ من دار الصحافة مقراً لها. يضم المبنى الجديد التابع لها الإدارة العامة، مديرية المحاسبة والمالية، المديرية التجارية، التحرير بمختلف أقسامه، مديرية العلاقات العامة والتسويق، قسم المنازعات، بالإضافة إلى مركز الدراسات الدولية. وقد زودت مختلف الأقسام بأحدث ما أبدعته التكنولوجيا مما يحفز العمال على العطاء وبذل المزيد من الجهد.

## التحرير
- رئيس مجلس الإدارة: زهر الدين سماتي.
- المدير العام مسؤول النشر: كمال جوزي
- رئيس التحرير: محمد بغالي

## الإدارة
- المديرالعام: السيد شريف رزقي.
- مديرية الإدارة العامة: السيد سعيد زوقاري.
- مديرية المالية: السيد محمد بن دكـوم.
- المصلحة التجارية: السيدة جـازية برجان.

## فروعها
- الخبر الرياضي: يومية مخصصة لمختلف الرياضات المحلية والدولية خاصة كرة القدم حيث بدأ إصدارها في شهر جوان 2010 بمناسبة نهائيات كأس العالم.

## الخبر لتوزيع الصحافة
أنشأت الشركة ذات الأسهم «الخبر» في 1 جانفي 1995 مصلحة للتوزيع بقسنطينة لتوزيع يومية «الخبر»، ثم لتوزيع عناوين أخرى من يوميات ودوريات. أدى ذلك إلى تطور هياكلها وتنظيمها.
في سنة 2001 تدعم قسم التوزيع بمصلحة تقنية مزودة بأجهز استقبال وإرسال الصفحات، بالإضافة إلى آلة التصوير الضوئي (فلاشوز)، تمكنها من تصوير الجرائد واللائحات الإشهارية.
في 01 جانفي 2005 استقلت مصلحة «الخبر» للتوزيع وأنشأت مؤسسة «الخبر لتوزيع الصحافة» التي تعتبر فرعا من فروع شركة ذات أسهم «الخبر».

## جائزة الخبر الدولية
أنشئت في 28 ماي 1998 تخليدا لذكرى شهيد المهنة عمر أورتيلان، رئيس تحرير الجريدة، الذي اغتيل من قبل متطرفين في 3 أكتوبر 1995. تكرم «الخبر» من خلال هذه الجائزة كافة الصحافة الجزائرية.
بمناسبة اليوم العالمي لحرية الصحافة الذي يصادف 03 ماي من كل سنة، تكافئ «الخبر» الصحفي الشجاع الممارس لمهنته سواء كان في الجزائر أو في دولة أخرى.

## السحب
يبلغ متوسط سحب جريدة الخبر 600.000 نسخة، مع العلم كذلك فقد تم إصدار جريدة الخبر يوم الجمعة.

## الأزمة وبيع الصحيفة
مع انخفاض عائدات الإعلانات وتراجع التداول، تضررت مجموعة الخبر (الصحيفة وقناتها التلفزيونية KBC) بشدة من الأزمة، التي تعتمد بشدة على المكاسب الكبيرة من الإعلانات العامة. قررت الصحيفة في ظل هذه الشروط التفاوض في مارس 2016 مع العديد من رجال الأعمال لبيع رأس المال كليًا أو جزئيًا. توصلت الصحيفة أخيرًا إلى اتفاق مع مجموعة سيفيتال ليسعد ربراب. تبلغ قيمة الصفقة حوالي 4 مليارات دينار، لكن الحكومة الجزائرية تجادل في هذه الصفقة التي كانت موضوع شكوى من وزارة الاتصال تطلب إلغاءها بناء على المادتين 17 و 25 من قانون الإعلام.
أصدرت المحكمة الإدارية بئر مراد رايس حكمها في القضية في 15 يونيو 2016. من حيث الشكل، وافق القاضي على طلب وزارة الاتصال وعلى الأسس الموضوعية، قرر تجميد آثار فاتورة البيع. قرار القاضي بتجميد المعاملة يعني أن نقل الملكية محظور. سيكون من الضروري الانتظار حتى يقرر قاضي المحاكمة بصحة المعاملة. الحكم الموجز قابل للتنفيذ احتياطيا، أي مؤقتًا.

## وصلات خارجية
- الموقع الرسمي لجريدة الخبر.